# Xenonemesia otti
Xenonemesia otti är en spindelart som beskrevs av Indicatti, Lucas och Antonio D. Brescovit 2007. Xenonemesia otti ingår i släktet Xenonemesia och familjen Microstigmatidae. Inga underarter finns listade i Catalogue of Life.